# Ehinger & Cie.
Die Ehinger & Cie. ist ein auf die Vermögensverwaltung spezialisiertes Family-Office mit Sitz in Basel, welches vormals als Bank operierte und zu den Gründungsmitgliedern des Schweizerischen Bankvereins zählte.

## Organisation
Die Ehinger & Cie. ist ein in der Form einer Kollektivgesellschaft geführter Vermögensverwalter mit dem Fokus auf Vermögensverwaltung und Anlageberatung, Finanz- und Vorsorgeberatung, Beratung in Erbschaft und Immobilienangelegenheiten sowie Family-Office-Dienstleistungen (u. a. Gründung und Betreuung von Kapitalgesellschaften und Stiftungen sowie das Führen einer Geschäftsstelle). Die Firma befindet sich im Besitz der Gesellschafter.

## Geschichte
Die heutige Gesellschaft Ehinger & Cie. wurde 1810 durch Christoph Ehinger als Handels-, Speditions- und Bankunternehmen (damals in erster Linie Geldwechsel) gegründet. Seit dem Beginn des Unternehmens ist es nach wie vor im Haus zum Raben an der Aeschenvorstadt 15 domiziliert. Über die kommenden Jahrzehnte entwickelte sich Ehinger zu einem führenden Bankhaus in Basel und war seit Beginn ein Mitglied der Basler Börse und gehörte ab 1854 zum Basler Bankverein, aus welchem später der Schweizerische Bankverein wurde.
1974 wurde das Bankgeschäft in die neu gegründete Bank Ehinger & Cie. AG eingebracht und als Tochtergesellschaft des Schweizerischen Bankvereins weitergeführt. Unberührt von dieser Transaktion blieb Ehinger & Cie. bestehen.